# شبدر سیاه‌شونده
شبدر سیاه‌شونده، شبدر رطوبت‌پسند (نام علمی: Trifolium nigrescens) نام یک گونه از سرده شبدر است.